# Rodopi (schiava)

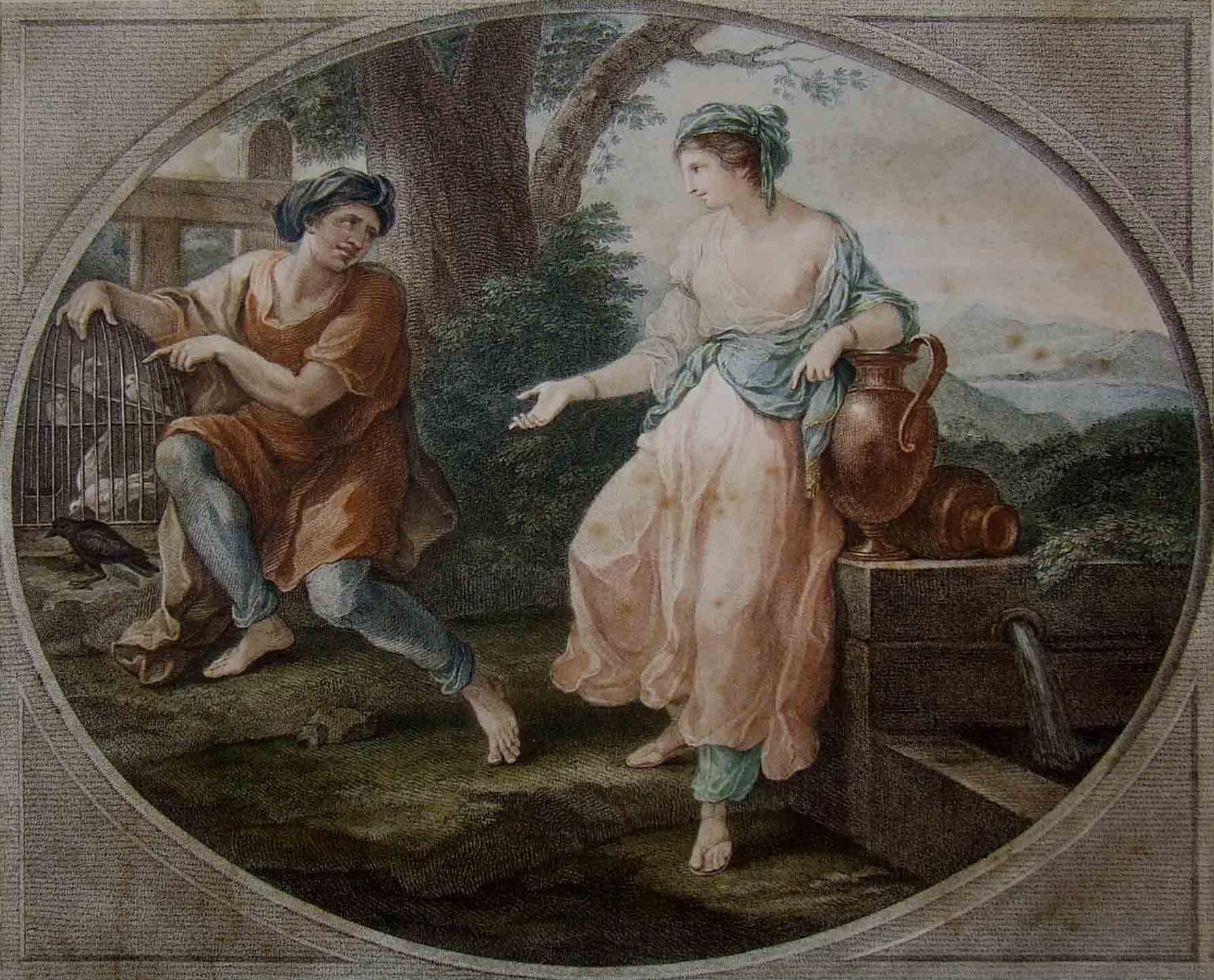
Rodopi ed Esopo; incisione di Francesco Bartolozzi da un dipinto di Angelica Kauffman

Rodopi (in greco antico: Ῥοδῶπις?) fu una etera del VI secolo a.C., di probabile origine tracia.
Il suo vero nome era probabilmente Dorica (in greco antico: Δωρίχα?); di lei parla Erodoto nelle sue Storie.

## Biografia
Secondo quanto riportato da Erodoto, Rodopi era compagna di schiavitù del suo conterraneo, il favolista Esopo; in altre versioni, tra i due vi era anche una relazione segreta. Pervenuta in proprietà di Xanthes di Samo, fu condotta, all'epoca di Amasis II, in Egitto e più in particolare a Naucrati, città-emporio abitata e frequentata da altri greci. Qui Rodopi avrebbe incontrato Carasso di Mitilene, fratello della poetessa Saffo, giunto in Egitto come mercante. Carasso si innamorò della donna e la liberò dalla schiavitù, pagando una grossa somma di denaro. Saffo lasciò testimonianza dell'evento in alcune poesie (a noi giunte solo in frammenti, come tutta la sua produzione), come la cosiddetta preghiera per Carasso, in cui pare accusare Rodopi di essersi approfittata del fratello.
Dopo la sua liberazione, Rodopi continuò a vivere a Naucrati, e donò un decimo dei suoi guadagni precedenti al tempio di Apollo a Delfi. Convertì la decima in dieci spiedi di ferro, che furono inviati al tempio e dedicati a suo nome; Erodoto riporta di averli visti a Delfi.

## Racconti e leggende
Secondo quanto riportato da Strabone, Saffo si riferì a Rodopi anche col nome di Dorica. Poiché in effetti Rodopi significa "guance di rosa" ed è probabile che si trattasse di uno pseudonimo professionale, dalla tradizione biografica risalente a Posidippo di Pella, ed affermatasi dall'ellenismo in poi, generalmente si ritenne che Rodopi e Dorica fossero la stessa persona. Secondo Ateneo di Naucrati, invece, si sarebbe trattato di due etere distinte (Dorica sarebbe stata l'amata di Carasso e Rodopi la dedicatrice degli spiedi a Delfi).
Ai tempi di Erodoto circolava anche una leggenda secondo cui Rodopi avrebbe fatto costruire "la terza piramide", ossia la Piramide di Micerino. Nella sua opera lo storico tentò di dimostrare l'infondatezza di tale affermazione, ma la leggenda sopravvisse ed è riportata come fattuale da Plinio il Vecchio. In altre versioni, come in Diodoro Siculo e Strabone, la piramide sarebbe stata costruita dagli amanti di Rodopi come suo sepolcro. La possibile origine della leggenda fu analizzata dagli storici Georg Zoega e Christian Charles Josias Bunsen, i quali ipotizzarono che l'etera greca Rhodopis fu confusa con Nitocris, presunta regina d'Egitto e protagonista di molte leggende, alla quale era attribuita appunto la costruzione della terza piramide (ad esempio, anche in Giulio Africano e Eusebio di Cesarea).
Un'ultima leggenda su Rodopi, riportata da Strabone e Claudio Eliano, la voleva regina d'Egitto (il che non farebbe altro che corroborare l'ipotesi di una confusione tra Rhodopis e Nitocris). Si narra che, mentre Rodopi faceva il bagno a Naucrati, un'aquila afferrò uno dei suoi sandali, volò via e lo lasciò cadere nel grembo del faraone che stava amministrando la giustizia a Menfi. Colpito dalla stranezza dell'evento e dalla bellezza del sandalo, il re non si diede pace finché non trovò la legittima proprietaria, e appena la scoprì, la fece sua regina. Questa storia è ritenuta la più antica versione nota della fiaba di Cenerentola.